# José María Viesca y Montes
José María Viesca y Montes  (Villa de Santa María de las Parras, Coahuila, 1787-ibídem, 1856) fue un abogado y político mexicano de ideología federalista.

## Semblanza biográfica
Fue regidor del Ayuntamiento de Parras, al igual que su hermano Agustín Viesca y Montes, se unió al Plan de Iguala el 5 de julio de 1821, aunque su firma no se registró en el acta correspondiente por encontrarse ausente. Fue miembro de la delegación del Estado Interno de Oriente durante la Convención Constitucional de 1823 a 1824 y miembro de la legislatura de Coahuila y Texas en 1824. Fue elegido gobernador del estado de Coahuila y Texas, cargo que ejerció del 4 de junio de 1827 al 4 de abril de 1831. En 1833 fue senador por el mismo estado. 
En 1835 se opuso al régimen centralista de Antonio López de Santa Anna así como a la Independencia de Texas, por lo que se encontró sin apoyo para luchar por el federalismo. Fue elegido diputado por el estado de Coahuila para el Congreso Constituyente de 1856, sin embargo, debido a que se encontraba enfermo, no llegó a presentarse a las sesiones del congreso. Murió ese mismo año. En su honor, y en el de Anastasio Bustamante, el pueblo de Álamo de Parras fue bautizado como San José de Viesca y Bustamante, hoy simplemente conocido como Viesca. Fue tío de Andrés S. Viesca Bagües.